# Aetigkofen
Aetigkofen (Ätigkofen) är en ort i kantonen Solothurn, Schweiz. 
Aetigkofen var tidigare en egen kommun, men den 1 januari 2014 slogs nio kommuner ihop till kommunen Buchegg.